# Dorada Pampeana
La Dorada Pampeana es un estilo argentino de cerveza rubia de alta fermentación, bautizado por el reconocido cervecero artesanal, Marcelo Cerdán. El estilo está adaptado a las posibilidades de la Pampa Argentina. Generalmente se usa sólo malta pálida, aunque también se suele incorporar entre un 3-5 % de malta caramelo para darle un tono más dorado. Se utiliza lúpulo patagónico Cascade en la mayoría de los casos, y levaduras ale secas americanas.
Posee un cuerpo liviano y un sutil amargor que balancea el dulzor de las maltas.

## Curiosidades
Es el estilo por el que la mayoría de cerveceros artesanales argentinos comienza.